# Marshall (Missouri)
Marshall è un comune degli Stati Uniti d'America, situato nello Stato del Missouri, nella contea di Saline, della quale è il capoluogo.